# Línguas harákmbet
As línguas harákmbet ou harákmbut  formam uma família de línguas ameríndias do Peru.

## Línguas
As línguas harákmbet são:
- Língua wachipaeri
- Língua amakaeri

## Comparações lexicais
Algumas semelhanças lexicais entre o harakmbet o proto-nadahup:
| Português   | Harakmbet     | Proto-Nadahup               |
| ----------- | ------------- | --------------------------- |
| árvore      | -bẽj          | *pˀaih                      |
| canoa       | kboɡ          | *pˀokˀ ‘casca’              |
| cobra       | bãwẽdʔ        | *pˀaːw                      |
| fogo        | taʔak ‘fogo’  | *tɤːɡ ‘árvore, lenha, fogo’ |
| língua/boca | -noʔ ‘língua’ | *dõːh ‘boca’                |
| ouvir       | pẽːʔ          | *pãːh                       |
| papagaio    | kãro          | *kˀaʔroː                    |
| pilar       | tɯɡˀ ‘pilão’  | *tokˀ                       |
| pulmão      | *puhpuh       | *pupuh                      |
| roça        | bãdiʔ         | bˀɔ̌t (Hup)                  |
| roupa       | -ot, jɯdtah   | *juːd                       |

Algumas semelhanças lexicais entre o harakmbet as línguas puinave e kak:
| Português      | Harakmbet          | Puinave            | Proto-Kak   | Kakwa        |
| -------------- | ------------------ | ------------------ | ----------- | ------------ |
| tu/vós         | jaʔ- ‘tu’          | ja-                | *jẽ- ‘vós’  |              |
| ele/ela        | kẽd                | ka                 | *kãd        |              |
| argila         | bãbãsot            | wãbã               |             |              |
| beber          | -bãiʔ ‘beber’      | pai ‘chicha’       |             |              |
| boca           | kitːaʔ             |                    |             | -it (Nukak)  |
| bochecha       | pe                 |                    |             | peu (Nukak)  |
| casa           | hak                |                    |             | hak ‘boca’   |
| cobra          |                    |                    | *bãj        |              |
| dormir         | tajʔ               | saj ‘sonho, noite’ |             |              |
| folha          | ebaʔ ‘folha, erva’ | eb ‘erva’          |             |              |
| fruta          | da                 |                    | *daʔ        |              |
| INES           | -te                | -te                |             |              |
| irmã           | bĩ                 |                    |             | abĩʔ         |
| língua         | -dõʔ               | dok                | *dɯ̃ːk       |              |
| lontra         | ʔãwĩt              |                    | *wẽd        |              |
| mãe            | dã                 |                    | *dãʔ        |              |
| mama/esposa    | uʔ ‘mama’          | ʔu ‘esposa’        | *hũʔ ‘mama’ |              |
| minhoca        | sopiʔ              | sõb/sõbpi          |             |              |
| minhoca        | bõdu               |                    |             | bũdʔ         |
| montanha/pedra | wid ‘pedra, rocha’ | wed                |             |              |
| morrer         | bɯejʔ              | ɯj                 |             |              |
| pequeno        | sɯwiɡ              | sɯ̃b                |             |              |
| sangue         | bĩbĩ               |                    | *bẽp        |              |
| sogra          | sɯʔ                |                    |             | ʧɯdʔ (Nukak) |
| tia            | -si                |                    |             | ʧeʔ          |